# Малайский шерстистошейный аист
Малайский шерстистошейный аист (лат. Ciconia stormi) — редкая птица из семейства аистовых. Популяция находится под угрозой и насчитывает от 250 до 500 особей.

## Описание
Птица длиной от 75 до 91 см. Оперение чёрно-белое, клюв красный. Кожа лица — беспёрая оранжевая с жёлтыми кругами вокруг глаз. Оперение молодых и взрослых птиц вне периода размножения скромнее.

## Распространение
Этот аист распространён на Борнео, Суматре, Ментавайских островах в южном Таиланде, в западной Малайзии и Брунее. Он живёт в нетронутых человеком пресноводных биотопах с прилегающим низменным лесом, а также на реках и поймах.

## Поведение
Аист ведёт одиночный образ жизни, иногда встречается в маленьких группах. Он питается, прежде всего, рыбой, наряду с этим, вероятно, амфибиями, мелкими рептилиями и насекомыми. Биология размножения изучена мало. Птица строит свои гнёзда из веток на деревьях. Гнёзда имеют диаметр 0,5 метра и высоту примерно 15 см. Аисты откладывают 2 яйца. Молодые птицы имеют белое пуховое оперение, становятся на крыло через 45 дней.